# Друштво српске словесности
Друштво српске словесности (ДСС, изворно: Дружтво Србске Словесности) било је друштво интелектуалаца које је за свој циљ имало ширење науке на српском језику и усавршавање српског народног језика. Основано је 7/19. новембра 1841, његово оснивање је својим печатом и потписом потврдио кнез Михаило Обреновић. Његови оснивачи били су Јован Стерија Поповић и Атанасије Николић.

## Оснивање Друштва
Оснивачи су били Јован Стерија Поповић и Атанасије Николић. Први чланови, осим њих били су Димитрије Исаиловић, Стефан Марковић, Јован Стејић, Димитрије П. Тирол, Сима Милутиновић Сарајлија и Исидор Стојановић. Задатак друштва био је ширење наука на српском језику и усавршавање српског народног језика. Председник Друштва по положају је био министар просвете.
Одмах у почетку Друштво је покушало да реши тада још нерешено питање правописа и усвојило је азбуку од 35 слова. Рад је био прекинут августа 1842, због нереда у земљи, и настављен је тек августа 1844. године. Од тада је Друштво радило на „Језикословном речнику” и школским уџбеницима, али је убрзо обуставило рад на речнику, нарочито због протеста Вука Караџића. После тога Друштво је радило на прикупљању историјских података и чланака, прегледало је разне радове својих чланова, давало је члановима на израду школске књиге. 
У Новинама србским 1846. објављен је програм рада Друштва и његовог гласила. Часопис Гласник Друштва српске словености почео је да се издаје од 1847. У оквиру Гласника предвиђен је простор за: повесницу и старине српске, земљописаније, државописаније (стаститика) и природописаније српско и радове из области других наука. Од другог броја Гласник је редовно објављивао изворе, а од петог (1855) је почео да прати домаће и касније стране публикације. За време свог постојања, у периоду 1847—1863 Друштво је објавио 17 бројева гласника.
Друштво српске словесности је издало неколико популарних књига и сарађивало у скидању забране Вуковог правописа. Мада се већ 1848. године тражило напуштање правописа наметнутог одредбом из 1832, и редакција гласила се држала старог, Друштво није учинило много на унапређењу језика. Прве текстове писане Вуковим језиком и правописом почео је да објављује Ђура Даничић.
Најзначајнији радови објављени у Гласнику су Српски историјски споменици Млетачког архива, које је приређивао Јанко Шафарик у периоду 1859—1862, као и хрисовуља цара Стефана Душана манастиру Светог архангела код Призрена објављена 1862.
Поред тога Друштво је покушавало неколико пута да уради и неколико крупнијих послова (оснивање Народне библиотеке и музеја, општинских читаоница по целој земљи, издање Енциклопедије наука), али није успевало због слабе активности својих чланова и малог броја образованих људи у тадашњој Србији.
Истакнути инострани чланови били су: Фрац Миклошић, Ватрослав Јагић, Фрањо Рачки, Јосип Јурај Штросмајер, Виктор Иго, Артус Еванс, Франтишек Палацки, Леополд фон Ранке, Јанко Шафарик и други.

## Укидање Друштва
Либерали су покушали да искористе Друштво српске словесности за свој теоријски либерализам. Друштво је 26. јануара 1864. године имало свој годишњи скуп на коме су либерали за нове чланове Друштва предлагали Ђузепеа Гарибалдија и сина руског писца Александра Херцена. Министар просвете Коста Цукић се енергично супротстављао том предлогу и настала је велика гужва, па је седница била прекинута.
Друштво српске словесности је следећега дана 27. јануара 1864 укинуо кнез Михаило.
Када се са дистанце од 160 година осмотре историјски услови у којима је оно настало, развијало се и радило, види се да је дало велики допринос депровинцијализацији и европеизацији наше науке. Друштво је учинило прве кораке у нашем научном повезивању с познатим научницима и научним средиштима Европе и, испуњавајући своје научне, културно-историјске и националне задатке, за собом је оставило неизбрисиве трагове.— Василије Крестић
Друштво је, 29. јула 1864. године, обновљено под именом Српско учено друштво.